# Brachyotum cogniauxii
Brachyotum cogniauxii är en tvåhjärtbladig växtart som beskrevs av John Julius Wurdack. Brachyotum cogniauxii ingår i släktet Brachyotum och familjen Melastomataceae. Inga underarter finns listade i Catalogue of Life.